# 刘仪顺
刘仪顺（19世纪？—1868年），清朝咸豐、同治年间反清领袖，原籍湖南宝庆，后随父迁居四川宜宾县，青莲教徒，创立“灯花教”。咸丰七年（1857年），在贵州思南起兵反清，军队叫白号军。咸丰九年（1859年）四月，拥立自称崇祯帝的十二代孙的朱明月为主，改元嗣統，大事取决于刘仪顺。同治七年（1868年），起义失败，朱明月和刘仪顺先后被清军捕杀。